# Orbitum
Orbitum — браузер на базе движка Chromium. В браузере реализован ряд функций для упрощения взаимодействия пользователя с социальными сетями, в том числе русскоязычными.

## Особенности программы
Помимо функциональности Chromium, браузер содержит в себе ряд дополнительных функций:
- Интеграция с социальными сетями: Facebook, ВКонтакте, Одноклассники[3][5][6].
- Мультичат — получение и отправка личных сообщений пользователя из социальных сетей ВКонтакте, Facebook и Одноклассники в сайдбар[7]. Расположен в правой части браузера, может переключаться на функции «Плеер» и «Радио»[5].
- Изменение оформления интерфейса личной страницы пользователя в социальной сети ВКонтакте. Возможность загрузки вариантов оформления из «Галереи тем» или загрузки персональной темы пользователем[3][5].
- Встроенный торрент-клиент — загрузка торрент-файлов через браузер без дополнительной установки торрентов на ПК.
- Управление закладками: систематизации закладок по разделам; функция «drag-and-drop» в speed dial — перетаскивание мышью закладок на выбранное пользователем место.

## Безопасность
Предупреждает пользователя о переходе на сайт с вирусом или вредоносным ПО с помощью встроенной функции Safe Browsing API.

## Критика
Некоторые отзывы пользователей и журналистов об Orbitum сводятся к сравнению данного продукта с социальными браузерами Flock (браузер) и RockMelt.